# Saison 2 de 15/A
Chronologie
Saison 1 Saison 3
Cet article présente le guide des épisodes de la deuxième saison de la série télévisée 15/A (15/Love).

## Distribution de la saison

### Acteurs principaux
- Laurence Leboeuf (VF : Noémie Orphelin) : Cody Myers
- Meaghan Rath (VF : Edwige Lemoine) : Adena Stiles
- Max Walker (VF : Sébastien Desjours) : Gary « Squib » Furlong
- Sarah-Jeanne Labrosse (VF : Kelly Marot puis Ariane Aggiage) : Sunny Capaduca
- Kyle Switzer (en) (VF : Charles Pestel) : Rick Geddes
- Nwamiko Madden (it) (VF : Axel Kiener) : Cameron White
- Amanda Crew (VF : Alexandra Garijo) : Tanis McTaggart
- Tyler Hynes (en) (VF : Cédric Dumond) : Nate Bates (dès l'épisode 4)
- Charles Edwin Powell (VF : Patrick Borg) : President Harold Bates

### Acteurs récurrents et invités
- Amanda Tilson : Perky Girl / Sandy (épisodes 2 et 14)
- Emma Campbell : Jennifer Wiley (épisodes 4, 6 et 9)
- Emily Shelton : Tomiko Kato (épisodes 5 à 7)

## Épisodes

### Épisode 1:Le Retour du roi
- Canada : 5 septembre 2005 sur YTV
- France : 9 novembre 2008 sur France 4

### Épisode 2:L'Âme sœur
- Canada : 12 septembre 2005 sur YTV
- France : 9 novembre 2008 sur France 4

- Lila Bata-Walsh (La fille timide)
- Annie Bovaird (Dawn, L'amie de Sunny)

### Épisode 3:Chiot perdu sans collier
- Canada : 19 septembre 2005 sur YTV
- France : 16 novembre 2008 sur France 4

### Épisode 4:Dans la peau de Curly Madison
- Canada : 26 septembre 2005 sur YTV
- France : 16 novembre 2008 sur France 4

- Emma Campbell (Mlle Wiley)

### Épisode 5:Les Japoniaiseries de Nick
- Canada : 3 octobre 2005 sur YTV
- France : 16 novembre 2008 sur France 4

- Emily Shelton (Tomiko)

### Épisode 6:Confidences amères
- Canada : 10 octobre 2005 sur YTV
- France : 16 novembre 2008 sur France 4

- Emma Campbell (Mlle Wiley)

### Épisode 7:La «Zen» Attitude
- Canada : 17 octobre 2005 sur YTV
- France : 23 novembre 2008 sur France 4

### Épisode 8:Robinson d'un jour
- Canada : 24 octobre 2005 sur YTV
- France : 23 novembre 2008 sur France 4

### Épisode 9:La Tête et les Jambes
- Canada : 7 novembre 2005 sur YTV
- France : 23 novembre 2008 sur France 4

- Emma Campbell (Mlle Wiley)

### Épisode 10:Accusé, rêvez-vous?
- Canada : 14 novembre 2005 sur YTV
- France : 23 novembre 2008 sur France 4

### Épisode 11:Agent double
- Canada : 21 novembre 2005 sur YTV
- France : 30 novembre 2008 sur France 4

### Épisode 12:Un art de famille
- Canada : 28 novembre 2005 sur YTV
- France : 30 novembre 2008 sur France 4

### Épisode 13:En route!
- Canada : 5 décembre 2005 sur YTV
- France : 30 novembre 2008 sur France 4

### Épisode 14:Il faut sauver Cascadia
- Canada : 14 décembre 2005 sur YTV
- France : 30 novembre 2008 sur France 4

- Melanie St-Pierre (Tammy)
- Amanda Jane Tilson (Sandy)
- Tyler Hynes (Nate Bates)